# Problema bem-posto
O termo matemático problema bem-posto vem de uma definição dada por Jacques Hadamard. Ele acreditava que modelos matemáticos de fenômenos físicos deveriam ter as seguintes propriedades
1. Existência da solução;
2. Unicidade da solução: Condições de contorno e iniciais insuficientes levam a soluções múltiplas e quando estão em excesso levam a soluções não físicas;
3. A solução depende continuamente das condições iniciais e de contorno: Isto implica que pequenas mudanças nas condições iniciais e de contorno causam pequenas mudanças na solução.

Exemplos de problemas bem-postos incluem a Equação de Laplace e a Equação do calor, quando especificamos condições iniciais. Podemos dizer que são problemas naturais onde os quais tem fenômenos físicos envolvidos nos processos. Em contrapartida temos os problemas que nao sao bem-postos, como por exemplo a equação de calor inversa, que deduz que a distribuição de temperatura a partir dos dados finais não é bem-posta pois a solução é altamente sensível às  mudanças nos dados finais. Um Problema inverso geralmente não é bem posto.
Problemas de continuidade geralmente tem que ser discretizados para que a solução numérica seja obtida. Em termos de análise funcional, esses problemas são tipicamente contínuos, eles podem sofrer de instabilidade numérica quando resolvidos com precisão finita, ou com erros nos dados. Mesmo que um problema seja bem-posto, ele ainda assim pode ser mal condicionado, significando que um pequeno erro nos dados iniciais pode resultar em erros muito maiores nas respostas. Um problema mal condicionado é caracterizado por ter um elevado número de condicionamento.
Se o problema for bem-posto, são boas as chances de que ele possa ser resolvido por um computador usando um  método numérico estável. Se ele não for bem-posto, ele precisa ser reformulado numericamente. Usualmente isso envolve incluir hipóteses adicionais, como por exemplo suavidade na solução.